# Фицуильям, Ральф
Ральф Фицуи́льям (англ. Ralph Fitzwilliam; ок. 1256—1316/1317) — английский барон и крупный землевладелец. Участвовал в войнах в Уэльсе и Шотландии, а также унаследовал и приобрёл обширные поместья в Нортумберленде, Йоркшире и Камберленде. Внук Ральфа стал 1-м бароном Грейстоком во второй креации.

## Биография
Ральф Фицуильям был сыном Уильяма Фицральфа из Гримсторпа, землевладельца из Йоркшира, и Джоан, дочери Томаса Грейстока; мать Ральфа принадлежала к знатному роду Грейстоков, которые владели обширными поместьями в Камберленде и баронским титулом, которые после смерти кузена Ральфа, Джона Грейстока, отошли потомкам самого Фицуильяма. Ральф родился примерно в 1256 году, поскольку в свитке, касающемся 24-го года правления Эдуарда I, Фицуильям назван «сорокалетним или старше». Помимо Ральфа в семье был как минимум ещё один ребёнок — сын Джеффри.
В 1277 году Ральф участвовал под знамёнами своего дяди по матери, Уильяма Грейстока, в войне против Уэльса, а затем уже самостоятельно воевал в Уэльсе в 1282 и 1287 годах. В 1291 году Ральф впервые был призван на службу в Шотландии, а 23 июня 1295 года — впервые заседал в парламенте как барон, получив в управление владения брата Джеффри и принеся ему присягу. В июле 1297 года Фицуильям был назначен капитаном королевских гарнизонов в Нортумберленде, а в ноябре того же года за свою службу в Шотландии получил королевскую благодарность и был назначен одним из капитанов Шотландских марок. В 1298 году он был поставлен во главе войск, расквартированных в Йоркшире. Одновременно с прочими обязанностями Ральф по-прежнему служил в Шотландии и заседал в парламенте. В 1300 году Фицуильям участвовал в осаде замка Керлаверок.
В 1301 году Ральф подписался как «лорд Гримсторпа» в письме баронов из парламента Линкольна, адресованном папе римскому Бонифацию VIII. Фицуильям был назначен представителем Ист-Райдинга в казначействе в 1300 году; в 1302 году, будучи представителем короля, он имел право «использовать все средства» для точного взыскания зерна с йоркширских монастырей. В 1304 году ему было поручено совместно с Джоном де Бартоном действовать в качестве судьи, чтобы выполнить устав Trailbaston в Йоркшире, при этом уже в 1305 году имя Ральфа в комиссиях Trailbaston не фигурирует.
В царствование Эдуарда II Ральф присоединился к баронской оппозиции. В 1309 году он был назначен судьёй и должен был получать в Нортумберленде жалобы на налоги, принятые вопреки Стэмфордскому статуту. В 1313 году Ральф был среди тех сторонников Томаса Ланкастера, которые получили помилование за причастность к убийству Пирса Гавестона. В том же году Фицуильям был назначен «стражем» Камберленда, а в 1314 году — одним из судей в разбирательствах в Камберленде и Уэстморленде для суда над правонарушителями, обвинёнными в нарушении мира. В том же 1314 году Ральф был губернатором Берика и вместе с Джоном Моубреем и другими баронами заседал в различных комиссиях.
В январе 1315 года магнаты Севера назначили Фицуильяма одним из хранителей Северных марок; король одобрил этот выбор и добавил к этому назначение капитаном и хранителем Ньюкасл-апон-Тайн и всего Нортумберленда. В марте 1315 года Ральф стал ещё и капитаном и хранителем Карлайла и прилегающих марок, а 5 октября в последний раз заседал в парламенте. В июне 1316 года он был назначен одним из защитников Йоркшира от шотландцев. В последний раз Фицуильям упоминается в корреспонденции 15 сентября 1316 года. Он умер вскоре после этой даты — после ноября 1316, но до февраля 1317 года. Тело было захоронено в Нешемском приорате в Дареме.
Фицуильям унаследовал и приобрёл очень значительные владения в Нортумберленде, Йоркшире и Камберленде: в 1296 году он был объявлен ближайшим наследником Гилберта Фицуильяма, в 1303 году он получил четверть поместий в Нортумберленде, принадлежавших ранее Джону Йеланду, а в 1306 году он унаследовал поместья своего двоюродного брата Джона Грейстока, для упокоения души которого он основал в Тайнмуте часовню.

## Брак
Примерно в 1282 году Ральф женился на Марджори (умерла до 1303 года), дочери и сонаследнице Хью Болебека и вдове Николаса Корбета. За королевскую лицензию на брак с Марджори Ральф заплатил Эдуарду I 100 марок. В браке у Ральфа и Марджори родилось по меньшей мере двое детей — сыновья Уильям и Роберт. Уильям умер при жизни отца, и наследником стал Роберт, который умер в 1317 году. После смерти Роберта владения отошли его сыну Ральфу, который взял фамилию матери Ральфа Фицуильяма и стал бароном Грейстоком 15 мая 1321 года. Баронский титул оставался в семье до 1487 года, а потом отошёл по женской линии северному роду Дакр.